# Babar (film)
Babar (Babar: The Movie) è un film d'animazione del 1989, diretto da Alan Bunce e basato sull'omonimo personaggio fantastico creato da Jean de Brunhoff.
Il successo ricavato dal film fece sì che la HBO desse semaforo verde alla tanto voluta serie televisiva sul personaggio. 
Uscì in Italia il 5 luglio 1991, due anni dopo la distribuzione nei paesi anglosassoni.

## Trama
Re Babar, in occasione della parata annuale del "Giorno della Vittoria", racconta ai suoi figli l'epica storia di come, quando era ancora un giovane elefantino, affrontò e vinse la prima grande sfida del suo regno salvando Celestopoli, la terra degli elefanti, dalle grinfie di Rataxes e della sua orda di rinoceronti.

## Distribuzione
Le date di uscita internazionali sono state:
- 28 luglio 1989 negli Stati Uniti
- 13 febbraio 1991 in Francia (Le Triomphe de Babar)
- 5 luglio 1991 in Italia

## Accoglienza
Alcuni critici hanno messo in risalto degli aspetti negativi del lungometraggio, tra cui le scene di combattimento tra elefanti e rinoceronti, considerate troppo violente per il pubblico per il quale è stato prodotto, ovvero bambini e famiglie.
Al botteghino statunitense si rivela un flop, riuscendo ad incassare 1 300 000 dollari nelle 510 sale cinematografiche a cui fu affittata la pellicola. Molti fattori, tra cui l'insuccesso dal lungometraggio, causarono tra l'altro, il fallimento della Nelvana, una delle tante case di produzione associate al finanziamento del film.

## Altri media
Nel novembre 1989 è stata pubblicata da Random House una trasposizione letteraria del film, scritta da Cathy East Dubowski e illustrata da Renzo Barto. (ISBN 0-394-84528-5)